# هجمات أسماك القرش في شرم الشيخ 2010
هجمات أسماك القرش في شرم الشيخ 2010 هي هجمات لأسماك قرش على مجموعة من السائحين في شرم الشيخ. وقعت الهجمات بتاريخ ديسمبر 2010 حيث اقتحمت مجموعة من أسماك القرش شواطئ مدينة شرم الشيخ وهاجمت من كان فيها ممَّا تسبب في مقتل سائحة ألمانية وبتر أطراف لأربع سائحات روسيات وسائح آخر من جنسية أوكرانية.
أدت تلك الهجمات إلى حدوث حالة من الغموض والارتباك بقطاع السياحة الشاطئية في المدينة؛ الأمر الذي أدى إلى اتخاذ عدة إجراءات احترازية من بينها منع الغوص الشاطئي في مناطق التجمعات سياحة|السياحية، باستثناء ست مناطق هي خليج نعمة، شرم المية، محمية نبق، رأس أم السيد، خليج القرش، ورأس جميلة.

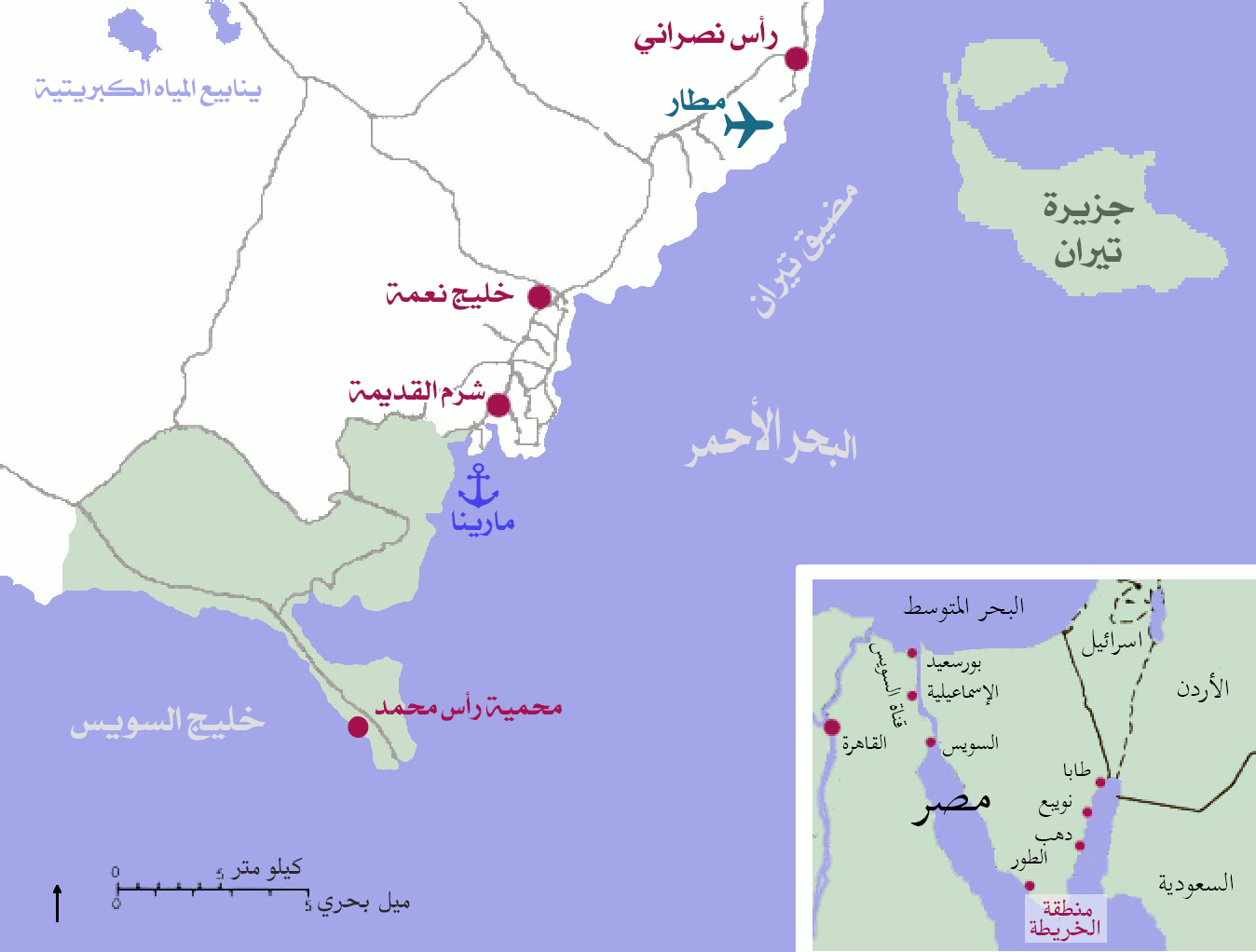
خريطة شرم الشيخ

## الهجمات
أعلنت الحكومة المصرية عن صيد سمكتي قرش يُعتقد أنهما هاجمتا السياح الأربع (ثلاث روسيات والأوكراني) أثناء ممارستهم للسباحة في سواحل شرم الشيخ المطلة على البحر الأحمر. وحثت السلطات الناس على البقاء خارج المياه حتي يتم إمساك سمك القرش «المتسبب» في إصابة السياح، وبعد ذلك تم اصطياد سمكة قرش من فصيلة الماكو والثانية من نوع أبو دقة البيضاء والتي تزن ما بين 150 و250 كيلوغرام. ورغم ذلك، فضل معظم السياح الابتعاد عن المياه لتفادي أي حوادث غير متوقعة. هجمات القرش في العادة تحدث مرة أو مرتين سنوياً في مصر؛ ويعتبر صيد القرش أمراً مهماً للسياحة في مصر لذلك شكلت هذه الهجمات صدمة وأمرا مُحيرا للكثير.

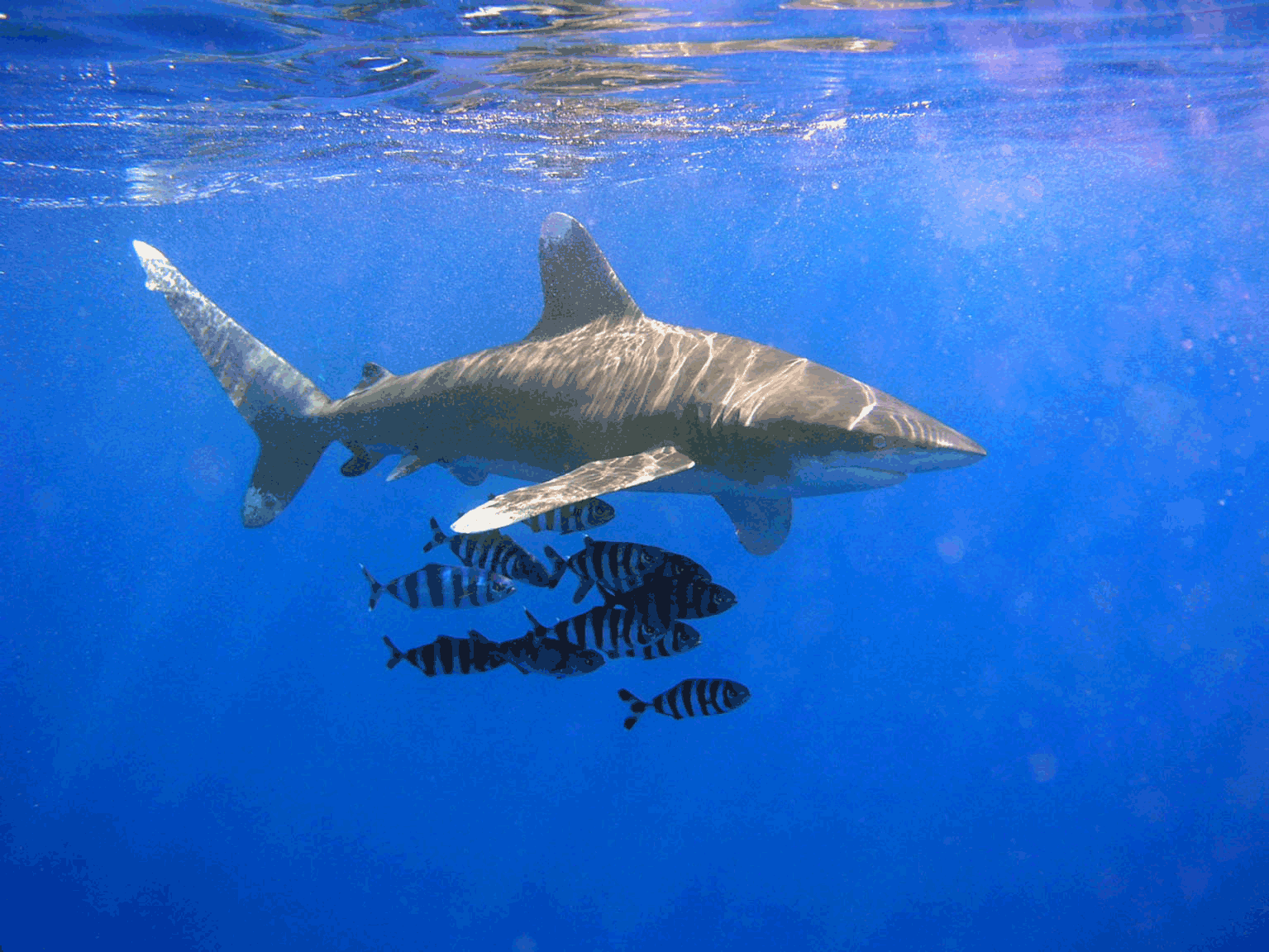
واحدة من النوعين المتورطين في الهجمات

## الضحايا
| عدد الضحايا | الجنسية  | الضرر                                  |
| ----------- | -------- | -------------------------------------- |
| سائحة واحدة | ألمانيا  | وفاة                                   |
| 4 سائحات    | روسيا    | بتر الأطراف بما في ذلك الأصابع والأرجل |
| سائح واحد   | أوكرانيا | بتر الطرف                              |

## الأسباب المحتملة
اقترح رئيس غرفة الغوص والرياضات المائية (CDWS) بشرم الشيخ أن الهجمات قد تكون بسبب الإفراط في الصيد، وهي مشكلة مستمرة في المنطقة. وفي بيان قال هشام جبر: «يتضح من مناقشاتنا الأولية مع خبراء سلوك القرش أن هذه موجة غير عادية للغاية من الهجمات من قبل القرش الأبيض المحيطي نجمت عن نشاط صيد الأسماك على الأرجح الغير قانوني وإطعام الإسماك في المنطقة.» وتشمل فرضيات أخرى لهجمات القرش الذي يأتي بسب الماشية أثناء نقل الأغنام للذبح أثناء احتفال المسلمين بعيد الأضحى في 16 نوفمبر بسبب قيام البعض بإلقاء جثث الخراف في البحر الأحمر، وبذلك أسماك القرش تقترب بشكل غير عادي إلى الشاطئ. وألقى باللوم أيضاً على شركات الغوص المحلية معدومي الضمير أيضا لتغذية أسماك القرش لجذبهم لعملائها.
في 9 ديسمبر 2010، أعلن فريق دولي من الخبراء أنه قد قرش الطرف الأبيض المحيطي قد شارك في الهجمات. وهي من العوامل المساهمة المدرجة المحتملة بأنها تشمل واحد أو أكثر من حالات الإغراق غير المشروع جيف الحيوانات في المياه القريبة؛ نضوب الفريسة الطبيعية في المنطقة الناجم عن الإفراط في صيد الأسماك ثم التغذية.

## نظرية المؤامرة حول تورط إسرائيل
أثارت الهجمات نظريات المؤامرة حول تورط عنصر إسرائيلي محتمل، حيث ادَّعى التلفزيون المصري أن الغواصين ألقو القبض على سمكة قرش مع وحدة تحديد مواقع مزروعة على ظهرها، واصفا تلك النظرية بأنها «محزنة»، وأشار الأستاذ محمود حنفي من جامعة قناة السويس إلى أنه يتم استخدام أجهزة تحديد المواقع من قبل علماء الأحياء البحرية لتعقب أسماك القرش وليس للسيطرة على الأسماك عن بعد. أما محافظ جنوب سيناء محمد عبد الفضيل شوشة فقد قال في نهاية المطاف أنه يعتقد أن إلقاء جثث الأغنام أثناء احتفال المسلمين بعيد الأضحى في 16 نوفمبر كان السبب في اقتراب الأسماك من الشاطئ وكان هذا التفسير الأكثر احتمالا.

## وصلات خارجية
- Red Sea Jaws – The Passionate Eye (سي بي سي نيوز)